# Pierre de Coubertin
Charles Pierre de Frédy, barone di Coubertin, noto come Pierre de Coubertin (Parigi, 1º gennaio 1863 – Ginevra, 2 settembre 1937), è stato un dirigente sportivo, pedagogo e storico francese, conosciuto per essere stato il fondatore dei Giochi olimpici moderni.
Nato in una famiglia aristocratica, in seguito ad alcuni viaggi in Inghilterra ebbe modo di conoscere i principi educativi di Thomas Arnold, che influenzarono notevolmente il suo pensiero, e iniziò quindi a proporre lo sport e l'esercizio fisico come elementi pedagogici negli istituti scolastici. Dopo aver contribuito alla creazione di alcune associazioni come l'Union des sociétés françaises de sports athlétiques, si impegnò nel progetto di rinascita degli antichi Giochi di Olimpia.
Le sue idee si concretizzarono con la fondazione delle Olimpiadi moderne nel corso del Congresso Olimpico del 1894, in cui fu affidata ad Atene l'organizzazione dei Giochi della I Olimpiade del 1896 e venne formato il Comitato Olimpico Internazionale. Durante la presidenza di quest'organizzazione, terminata nel 1925, de Coubertin istituì alcuni simboli che sarebbero diventati fondamentali nel contesto sportivo, tra cui il motto olimpico "Citius, Altius, Fortius", la bandiera a cinque cerchi e il giuramento; fu inoltre promotore della nascita dei Giochi olimpici invernali, con la prima edizione che si tenne a Chamonix nel 1924. In ambito educativo, il barone parigino costituì l'Éclaireurs Français, la prima organizzazione scout francese.
De Coubertin ebbe una prolifica carriera letteraria, spaziando da trattati sportivi a opere educative, da testi storico-politici ad autobiografie; tra i 34 libri pubblicati figurano L'Evolution Française sous la Troisième République (1896), Histoire universelle (1920), Leçons de Pédagogie sportive (1921) e Mémoires olympiques (1932). Conquistò anche una medaglia d'oro per la letteratura alle Olimpiadi del 1912 con la poesia Ode allo Sport. Nel 1936 il CIO lo propose per il premio Nobel per la pace, «per i suoi sforzi nella riduzione delle tensioni mondiali attraverso la rinascita e l'organizzazione dei Giochi olimpici internazionali». Dopo la sua morte gli furono dedicati vari monumenti e onorificenze sportive, tra cui la medaglia Pierre de Coubertin.

## Biografia

### Gli antenati e la giovinezza

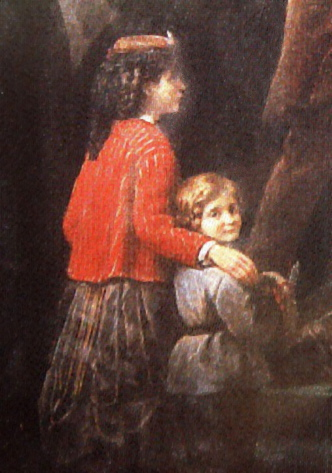
Pierre de Coubertin (a destra) in un dipinto realizzato dal padre Charles (Le Départ, 1869)

Charles Pierre de Frédy nacque in una famiglia cattolica e aristocratica in Rue Oudinot nº 20, nel VII arrondissement di Parigi, alle ore 17 circa del 1º gennaio 1863, ultimo di quattro figli di Charles Louis de Frédy, barone di Coubertin (1822-1908) e di Agathe Marie Marcelle Gigault de Crisenoy (1823-1907). Suo padre era un pittore affermato, decorato con la Legion d'onore nel 1865, i cui dipinti, riguardanti perlopiù la religione e l'epoca classica, vennero esposti a lungo nel Salon parigino e vinsero anche alcuni riconoscimenti. La madre era invece una nobildonna che si dilettava nella musica, erede del castello di Mirville, nel dipartimento della Senna Marittima, in Normandia. Nel romanzo autobiografico Le Roman d'un Rallié (1902) Pierre descrisse il suo rapporto con i genitori come teso e rigido durante tutta la sua giovinezza. I suoi fratelli maggiori erano Paul (1847-1933), Albert (1848-1913) e Marie (1854-1942).

Stemma nobiliare della famiglia Frédy de Coubertin

La famiglia paterna aveva antiche origini italiane e, secondo la tradizione familiare, i suoi avi arrivarono in Francia nei primi anni del XV secolo. Jean-François Frédy (1547-1598), avvocato presso il Parlamento di Parigi, divenne Signore di Coubertin nel 1577 grazie all'acquisto di alcuni terreni presso Saint-Rémy-lès-Chevreuse, nella valle di Chevreuse, non lontano da Versailles. Ciononostante la famiglia ottenne il titolo nobiliare solo nel XIX secolo grazie a Julien Bonaventure Frédy (1788-1871), che fu nominato Cavaliere di San Luigi da Luigi XVIII e Cavaliere della Legion d'onore da Napoleone III, e che divenne barone ereditario il 2 agosto 1822 tramite una lettera patente scritta dal Re di Francia. Lo stemma scelto era uno scudo azzurro con nove conchiglie d'oro disposte secondo lo schema 3-3-2-1.
Pierre de Coubertin trascorse gran parte dell'infanzia spostandosi tra la casa parigina a cinque piani di Rue Oudinot, uno chalet nel borgo di Étretat affacciato sul canale della Manica, il castello di Mirville e quello della famiglia de Frédy a Saint-Rémy-lès-Chevreuse; il giovane crebbe in un periodo di profondi cambiamenti per la Francia, avendo modo di assistere in prima persona alla guerra franco-prussiana e alle relative conseguenze economiche e politiche, come l'avvento della Comune di Parigi e della Terza Repubblica. Nell'ottobre 1874 i suoi genitori lo iscrissero all'Ecole Saint-Ignace in Rue de Madrid, educandolo così secondo una formazione morale e religiosa di stampo gesuita. Assistito da padre Caron, che lo introdusse allo studio dell'antica Grecia e della filosofia classica, fu tra i migliori studenti della sua classe, divenendo poi membro dell'accademia d'élite, composta dagli allievi più brillanti della scuola; conseguì il baccalauréat in lettere nel 1880 e in scienze nel 1881, anno in cui terminò il suo percorso scolastico in quell'istituto. Ebbe poi la possibilità di entrare a far parte dell'École spéciale militaire de Saint-Cyr, ma alla carriera militare preferì intraprendere quella da studioso, desiderando approfondire e discutere di argomenti di varia natura, tra cui l'educazione, la storia, la letteratura e la sociologia. Nel 1882 si iscrisse all'École libre des sciences politiques, laureandosi in legge nel 1885.

### L'impegno educativo

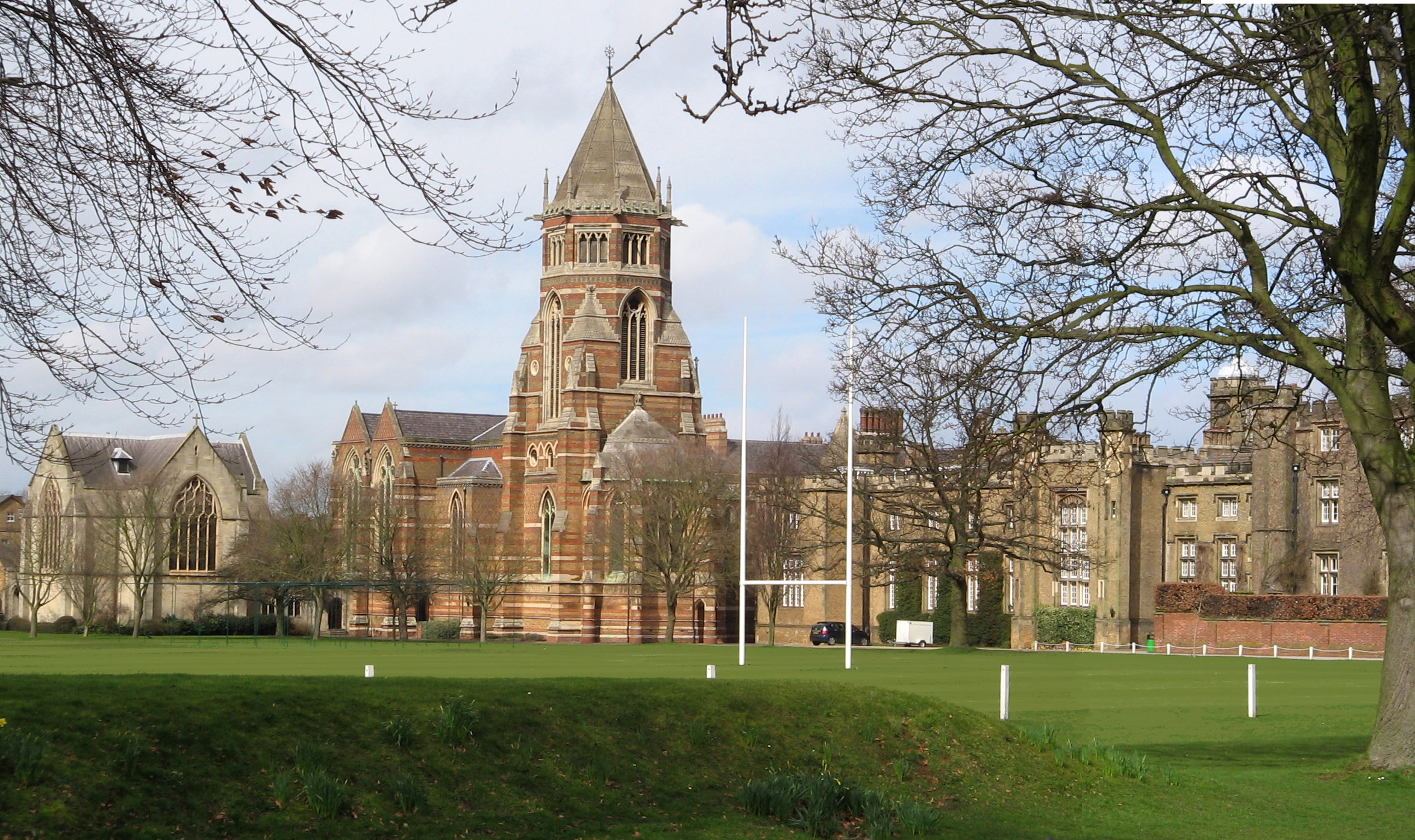
La Rugby School di Rugby, in cui de Coubertin approfondì i principi pedagogici di Thomas Arnold

L'ambito a cui Pierre de Coubertin si interessò maggiormente fu la pedagogia, con particolare riguardo al ruolo dello sport e dell'esercizio fisico nell'istruzione scolastica. Dal 1883 al 1886 intraprese una serie di viaggi nel Regno Unito, durante i quali ebbe modo di visitare alcuni college e università, studiandone i metodi d'insegnamento; apprezzò il programma educativo ideato da Thomas Arnold per la Rugby School, di cui fu rettore nella prima metà del XIX secolo. Il nobile francese fu particolarmente colpito da alcuni peculiari metodi educativi che si basavano sulle discipline sportive, considerate per gli allievi come un elemento pedagogico propedeutico alle sfide del futuro. Da un punto di vista patriottico, trovò poi nel pensiero pedagogico di Arnold, riassunto dal romanzo Tom Brown's School Days del 1857 di Thomas Hughes, una giustificazione alla sconfitta francese nella guerra franco-prussiana, dovuta secondo de Coubertin alla mancanza di una preparazione fisica adeguata, e inoltre attribuì a queste metodologie educative l'egemonia britannica che caratterizzò l'Ottocento. In seguito ai suoi viaggi oltremanica cominciò a praticare diverse discipline, tra cui il canottaggio, il pugilato, l'equitazione e la scherma, e si distinse in particolare nel tiro a segno, risultando per sette volte campione francese di tiro con la pistola.
De Coubertin raccolse i resoconti delle sue esperienze nelle scuole anglosassoni e le teorie formulate in quei viaggi in una serie di articoli e libri: L'Education en Angleterre (1888), L'Éducation anglaise en France (1889) e Universités transatlantiques (1890). Traendo poi ispirazione da quanto appreso, iniziò a dedicarsi al miglioramento del sistema educativo della Francia attraverso una campagna di promozione dello sport scolastico e dell'educazione fisica, che avrebbero dovuto essere alla base della rigenerazione della società. Nel novembre 1887 contribuì alla fondazione dell'Union des sociétés françaises de courses à pied (in italiano "Unione delle società francesi di corsa a piedi", nota anche con l'acronimo "USFCP"), un'associazione volta allo sviluppo dell'atletica leggera in Francia. Il 1º gennaio 1888 de Coubertin creò poi il Comité pour la Propagation des Exercices Physiques dans l'Éducation ("Comitato per la diffusione degli esercizi fisici nell'educazione"), affidandone la presidenza a Jules Simon, membro dell'Académie française che fu in passato capo di governo e ministro della pubblica istruzione. Quando il 31 gennaio 1889 l'USFCP divenne l'Union des sociétés françaises de sports athlétiques ("Unione delle società francesi degli sport atletici" o "USFSA") accettando così nella sua struttura altre discipline sportive oltre l'atletica, il barone rinunciò al suo "Comité" e venne eletto segretario generale di quest'organizzazione, carica che ricoprì dal 1890 al 1893; in questo periodo favorì inoltre la nascita di due periodici sportivi, La Revue Athletique e Les Sport Athlétiques. Convinto sostenitore della Terza Repubblica, a differenza dei suoi genitori che perseguivano l'ideale monarchico, nel frattempo venne eletto al consiglio comunale di Mirville nel 1888 senza essersi direttamente candidato, ponendo poi fine alla sua esperienza politica nel 1892.

### Il primo pensiero olimpico
Tra il 1875 e il 1881 l'archeologo tedesco Ernst Curtius portò alla luce le rovine di Olimpia, che ogni quattro anni dal 776 a.C. al 393 d.C. era stata la sede degli antichi Giochi olimpici, dando vita a un crescente interesse in tutto il mondo per la storia antica e per le Olimpiadi in particolare. Grazie alla sua istruzione, Pierre de Coubertin aveva già avuto modo di conoscere i miti e la vicende dell'antica Grecia, prendendo a modello per le sue teorie pedagogiche anche il ginnasio ellenico; nel 1888 confessò: «Niente nella storia dell'antichità mi aveva fatto sognare più di Olimpia». Gli antichi Giochi olimpici incarnavano una serie di ideali che negli anni sarebbero divenuti la base del suo pensiero sportivo, tra cui il dilettantismo degli atleti, l'aspetto democratico e agonistico dello sport e il concetto di tregua olimpica. Così nel 1889 egli ebbe l'idea di far rinascere questo evento attraverso l'organizzazione di una grande manifestazione internazionale che avrebbe incluso le discipline più importanti dell'epoca. Nello stesso anno, parallelamente all'Esposizione universale di Parigi, organizzò il Congres international pour la propagation des exercices physiques dans l'education ("Congresso internazionale per la diffusione degli esercizi fisici nell'educazione") presso l'Ecole des Ponts et Chaussées per pubblicizzare le sue teorie.

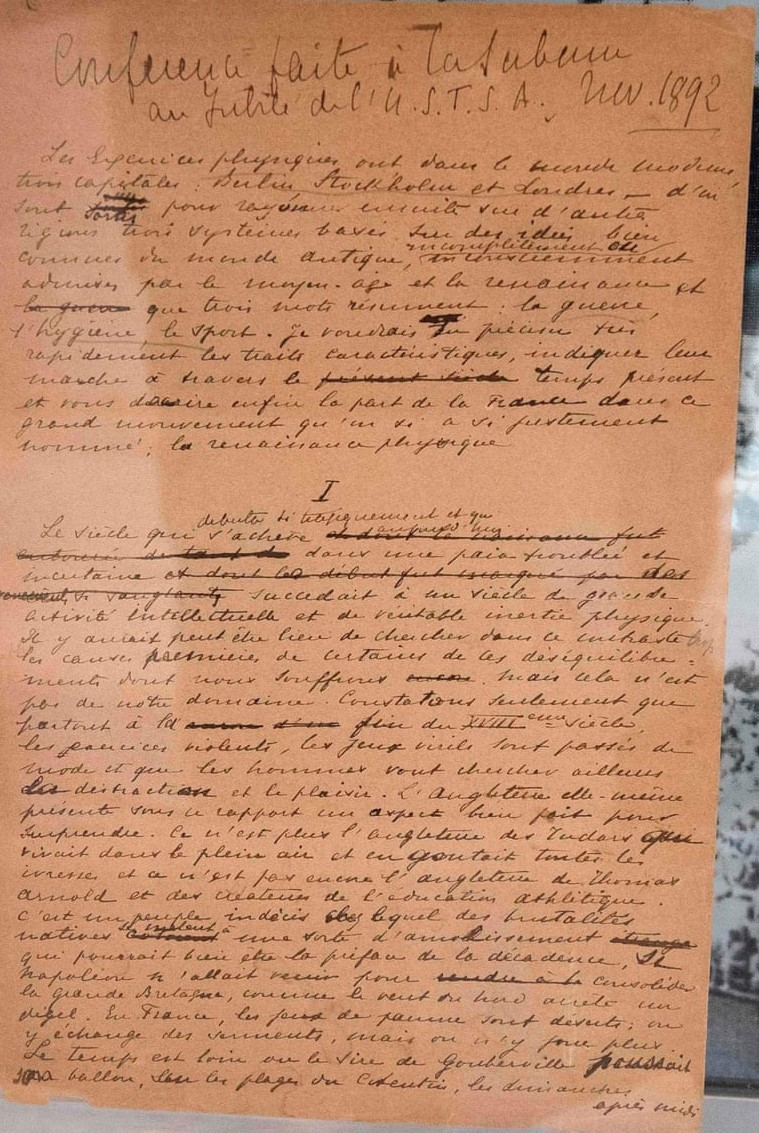
Manoscritto del discorso del 1892 in cui de Coubertin propose per la prima volta la rinascita dei Giochi olimpici

Al termine dell'Expo parigina, per premiare l'impegno del barone nell'organizzazione del congresso sportivo, il ministro francese della pubblica istruzione Armand Fallières gli finanziò un viaggio negli Stati Uniti e in Canada, per consentirgli di studiare in modo approfondito i sistemi educativi dei college e delle università nordamericane; de Coubertin sfruttò l'occasione per pubblicizzare il nuovo sentimento olimpico e per dare forza alle sue idee educative, continuando a viaggiare per il mondo per buona parte dei primi anni 1890, dal momento che riteneva bisognasse internazionalizzare lo sport per renderlo più popolare e "democratico". Nel suo soggiorno negli Stati Uniti fu colpito dalla qualità delle strutture sportive e dalla florida scena competitiva tra le varie università, costatando poi la crescente popolarità delle idee di Arnold negli istituti scolastici; in questo periodo strinse amicizia con William Milligan Sloane, professore di filosofia della storia all'Università di Princeton e responsabile della sua sezione di atletica.
Dopo essere tornato in patria, il barone scrisse un articolo per La Revue Athletique nel 1890, nel quale sottolineò l'importanza dei Wenlock Olympian Society Annual Games, a cui aveva avuto modo di partecipare quello stesso anno: si trattava di un evento sportivo e ricreativo che includeva gare di atletica leggera, cricket e calcio promosso a Much Wenlock dal medico locale William Penny Brookes dall'ottobre 1850, in quanto credeva che il metodo migliore per prevenire le malattie fosse l'esercizio fisico. Tra gli altri tentativi di riproporre i Giochi olimpici che de Coubertin usò come modello di riferimento vi erano le Olimpiadi della Repubblica, che si erano tenute a Parigi tra il 1796 e il 1798, e i Giochi olimpici di Zappas, organizzati ad Atene tra il 1859 e il 1875 dal filantropo greco Evangelis Zappas. In quegli anni il barone si dedicò anche al rugby, arbitrando la finale del primo campionato francese il 20 marzo 1892, in cui il Racing Club de France batté 4-3 lo Stade Français, consegnando alla squadra vincitrice il Bouclier de Brennus.
Il 25 novembre 1892, in occasione del quinto anniversario della fondazione dell'Union des sociétés françaises de sports athlétiques, il barone riunì intellettuali e illustri uomini francesi dell'epoca presso il Grande Anfiteatro della Sorbona di Parigi, la più prestigiosa istituzione culturale nazionale, per rinnovare il suo desiderio di attribuire maggior rilievo all'educazione fisica nelle scuole e per promuovere pubblicamente per la prima volta la rinascita degli antichi Giochi olimpici. Sebbene il suo discorso fosse stato accolto con una generale approvazione dai partecipanti, non fu tuttavia in grado di dimostrare alle istituzioni dell'epoca l'importanza dello sport nella formazione dei giovani, considerato utile solo per la carriera militare, e non trovò nemmeno concreto sostegno al suo ideale olimpico da parte delle associazioni sportive, dal momento che queste preferivano concentrarsi sulla propria area di competenza. Il pubblico poi non sembrò comprendere l'essenza del suo pensiero, recependo il discorso solo da un punto di vista simbolico e senza cogliere quella concretezza e quella modernità che si sarebbe voluta mostrare. Nonostante quindi le sue proposte sportive non ricevettero particolare interesse da parte della società civile e delle autorità, de Coubertin proseguì con il patrocinio delle sue idee e, grazie anche all'aiuto dell'USFSA, di William Milligan Sloane e di Charles Herbert, membro eminente dell'Amateur Athletic Association, continuò la pianificazione di un programma olimpico.

### La rinascita dei Giochi olimpici

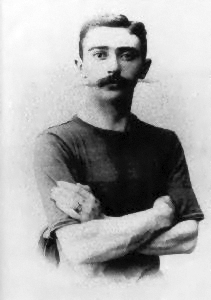
Il barone de Coubertin nel 1894

Volendo organizzare un nuovo congresso di maggiore rilevanza rispetto a quello del 1892, de Coubertin fece propria l'idea di Adolphe de Pallisseaux, presidente dell'USFSA e direttore della rivista Les Sport Athlétiques, di convocare un'assemblea internazionale con lo scopo di discutere del problema del dilettantismo nello sport, redigendo così dei principi comuni e vincolanti su questo tema. Il 1º agosto 1893 l'Union des sociétés françaises de sports athlétiques accettò di sostenere la pianificazione del Congrès international de Paris pour l'étude et la propagation des principes de l'amateurisme ("Congresso internazionale di Parigi per lo studio e la diffusione dei principi del dilettantismo") per il giugno del 1894. In vista dell'incontro de Coubertin iniziò una serie di viaggi preparatori negli Stati Uniti, dove ebbe modo di partecipare alla Fiera Colombiana di Chicago, e nel Regno Unito; il 15 gennaio 1894 il segretario generale dell'USFSA spedì una lettera circolare per invitare all'assemblea un gran numero di illustri personalità della società civile e degli ambienti sportivi, inserendo tra gli argomenti in esame anche la rinascita dei Giochi olimpici.
Il Congrès international de Paris pour le rétablissement des Jeux olympiques ("Congresso internazionale di Parigi per il ripristino dei Giochi olimpici"), si tenne dal 16 al 23 giugno 1894 presso l'università della Sorbona e fu presieduto da Alphonse Chodron de Courcel. L'incontro, che ebbe una notevole affluenza di pubblico e fu appoggiato da illustri personalità della politica e della nobiltà europea, stabilì varie regole relative al dilettantismo e decretò ufficialmente il ripristino delle Olimpiadi; il congresso decise che la prima Olimpiade dell'era moderna si sarebbe tenuta a Parigi nel 1900, contemporaneamente all'Esposizione universale: tuttavia, temendo che un periodo di attesa di sei anni avrebbe potuto ridurre l'interesse del pubblico nei confronti del movimento olimpico, si preferì pianificare un evento sportivo già nel 1896. Dīmītrios Vikelas, un letterato greco residente nella capitale francese, suggerì di affidare ad Atene l'organizzazione dei Giochi, proposta che venne accolta all'unanimità dai partecipanti al congresso. Oltre a un programma sportivo di massima delle competizioni e alla periodicità di quattro anni tra un'edizione e l'altra dei Giochi, venne deciso che avrebbero potuto gareggiare solo atleti dilettanti. In quello che divenne il primo Congresso Olimpico venne inoltre creato il Comitato Olimpico Internazionale (CIO), organo nato per promuovere lo sport e l'ideale olimpico, di cui Vikelas fu primo presidente in quanto rappresentante della nazione ospitante le Olimpiadi successive; questa nuova associazione adottò come motto olimpico l'espressione latina "Citius, Altius, Fortius" ("Più veloce, più in alto, più forte"), coniata nel 1891 da Henri Didon e proposta al CIO da de Coubertin.

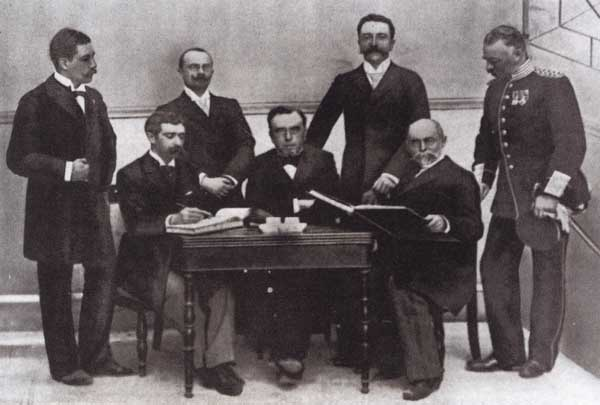
Alcuni membri del Comitato Olimpico Internazionale nel 1896. In piedi: Willibald Gebhardt, Jiří Stanislav Guth-Jarkovský, Ferenc Kemény, Viktor Balck. Seduti: Pierre de Coubertin, Dīmītrios Vikelas, Aleksej Butovskij

In Francia, gli sforzi del nobile nel suscitare interesse per gli imminenti Giochi nella popolazione incontrarono varie difficoltà, anche a causa della probabile partecipazione della Germania alle competizioni, ancora invisa ai nazionalisti francesi dopo il conflitto franco-prussiano. Gli stessi tedeschi minacciarono di disertare le Olimpiadi in seguito a una vociferata esclusione della propria nazione dalle competizioni, accusa poi smentita da de Coubertin con una lettera inviata a Guglielmo II. In Grecia la notizia che i Giochi olimpici sarebbero ritornati in patria venne accolta favorevolmente dal popolo, tuttavia la nazione versava in una grave crisi economica e secondo il primo ministro Charilaos Trikoupis non era in condizione di ospitare la manifestazione. De Coubertin e Vikelas cominciarono una campagna pubblica per mantenere vivo il movimento olimpico, in quella che il barone definirà "la conquista della Grecia"; si recarono così ad Atene per convincere la famiglia reale a interessarsi attivamente all'organizzazione dei Giochi e per trovare i fondi necessari all'evento, aiutando così il comitato organizzatore, la cui presidenza fu poi affidata al principe Costantino, a proseguire con la pianificazione delle competizioni olimpiche. Il nobile francese svolse un ruolo minore nell'organizzazione logistica dei Giochi nonostante gli inviti di Vikelas, offrendo comunque consulenza tecnica per il progetto del velodromo da utilizzare nelle gare ciclistiche, ma fu partecipe della stesura del programma sportivo ufficiale delle Olimpiadi, suggerendo senza successo l'inserimento del polo, del calcio e del pugilato tra gli sport olimpici.
Per quanto riguarda la sua vita privata, il 12 marzo 1895 de Coubertin aveva intanto sposato Marie Rothan, e l'anno successivo, durante il quale pubblicò L'Evolution Française sous la Troisième République, nacque il loro primo figlio, Jacques.

### La presidenza del CIO e le difficoltà iniziali

La cerimonia di apertura dei Giochi della I Olimpiade presso lo Stadio Panathinaiko di Atene

I Giochi della I Olimpiade si tennero ad Atene tra il 6 e il 15 aprile 1896, con una cerimonia d'apertura presieduta da re Giorgio I davanti a 80 000 spettatori, e si rivelarono un discreto successo, malgrado lo stesso de Coubertin avesse giudicato generalmente poco esaltanti le competizioni, apprezzando però la gara della maratona ideata da Michel Bréal e vinta da Spyridōn Louīs. Al termine della manifestazione, in vista delle Olimpiadi di Parigi, il barone succedette a Vikelas alla presidenza del Comitato Olimpico Internazionale. Nonostante i buoni risultati del primo evento organizzato, il movimento olimpico affrontò alcune difficoltà negli anni successivi. Le istituzioni e il popolo greco, ritenendo le Olimpiadi un'eredità di loro competenza, contestarono l'intenzione di spostare questa manifestazione in una nazione diversa ogni quattro anni e si proposero quindi come sede permanente dei Giochi; durante il II Congresso Olimpico del 1897 di Le Havre, il CIO respinse la loro richiesta, offrendo però alla Grecia l'organizzazione un evento sportivo a metà dell'intervallo di tempo di un'Olimpiade. Anche per i Giochi olimpici del 1900 sorsero alcune problematiche; coordinati dal comitato organizzatore dell'Expo parigina, il cui commissario generale, Alfred Picard, nutriva una notevole avversione per lo sport ed estromise de Coubertin dall'organizzazione della manifestazione olimpica, i Giochi ricevettero poca attenzione da parte del pubblico, che preferì concentrarsi sulle attrazioni dell'esposizione universale.

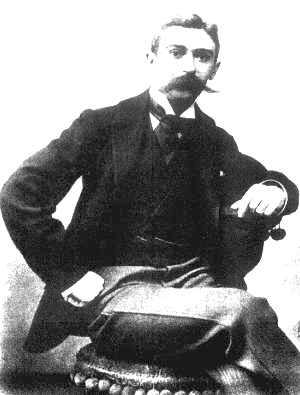
Il barone Pierre de Coubertin nei primi anni del XX secolo

Nel 1901, dopo le Olimpiadi di Parigi, si tenne una sessione del CIO durante la quale si decise di affidare a Chicago i Giochi olimpici del 1904: de Coubertin propose ai membri del massimo organo sportivo di assegnare la presidenza dell'associazione a William Milligan Sloane come rappresentante degli Stati Uniti d'America, tuttavia il professore declinò l'offerta e de Coubertin, su consiglio di Sloane e degli altri membri, accettò di restare in carica fino al 1907. Per evitare incidenti diplomatici e problemi organizzativi, il Comitato Olimpico Internazionale e il presidente americano Theodore Roosevelt decisero poi di trasferire i Giochi della III Olimpiade a Saint Louis, che nel 1904 sarebbe stata sede dell'Esposizione internazionale della Luisiana. Sebbene questo spostamento avesse aiutato economicamente il comitato organizzatore dei Giochi, la manifestazione olimpica fu nuovamente oscurata dalla fiera mondiale e si ebbe una bassa affluenza di spettatori; alle competizioni sportive poi parteciparono quasi esclusivamente atleti statunitensi e parallelamente all'evento olimpico si tennero le Giornate Antropologiche, una serie di competizioni riservate a varie popolazioni indigene, che de Coubertin descrisse come una "scandalosa mascherata" che rappresentava "il punto più basso del moderno spettacolo olimpico". Nel 1902 era nata sua figlia Renée e aveva pubblicato, sotto lo pseudonimo di Georges Hohrod, il romanzo autobiografico Le Roman d'un Rallié.

### I primi successi del movimento olimpico
Nel corso del III Congresso Olimpico di Bruxelles del 1905, il Comitato Olimpico Internazionale, nonostante l'opposizione di de Coubertin, appoggiò la volontà della Grecia di allestire una manifestazione che celebrasse il decimo anniversario dalle prime Olimpiadi dell'era moderna. Questi eventi sportivi si tennero ad Atene nella primavera del 1906 e, malgrado non fossero ufficialmente riconosciuti dal CIO, per cui vennero in seguito denominati "Giochi olimpici intermedi", furono giudicati positivamente da tutti gli addetti ai lavori, anche se fu con i Giochi di Londra del 1908 che si ebbe un complessivo miglioramento per quanto riguarda la percezione, la partecipazione e l'organizzazione degli eventi olimpici. In questi Giochi, in cui gli atleti sfilarono per la prima volta con le bandiere delle rispettive nazioni, le competizioni si tennero in luoghi vicini tra loro e si svolsero, per la maggior parte dei casi, nell'arco di due settimane, così si ebbe un notevole afflusso di spettatori, contribuendo dunque a ridare slancio al movimento olimpico che da quell'edizione in poi crebbe in popolarità.

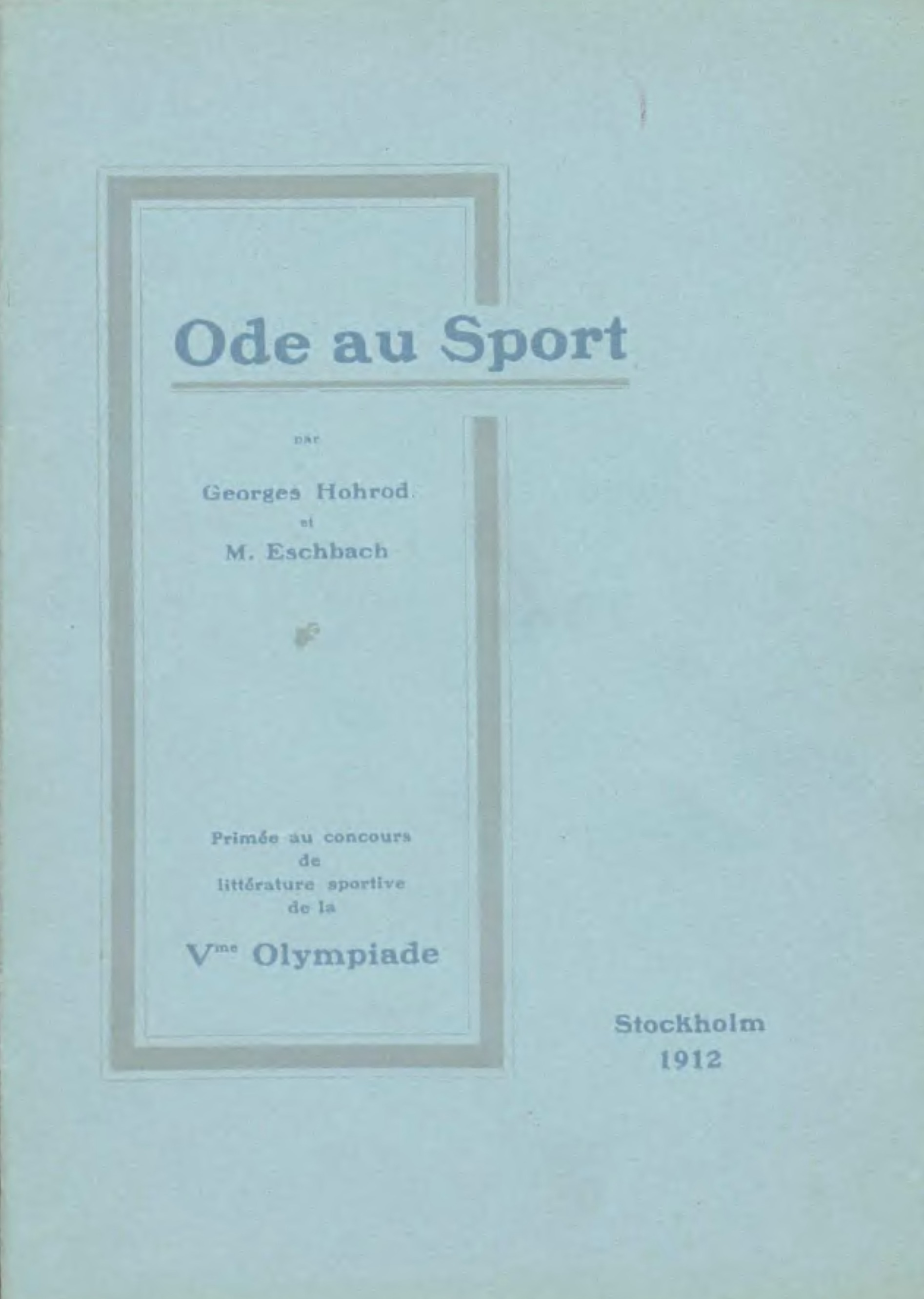
Frontespizio di Ode au Sport, con cui de Coubertin vinse una medaglia d'oro alle Olimpiadi del 1912

Con la 9ª sessione olimpica del 23 maggio 1907 a L'Aia, de Coubertin venne rieletto presidente del massimo organismo sportivo per ulteriori dieci anni. Dopo aver ideato nel 1906 la coppa olimpica, un riconoscimento per le associazioni che si siano distinte nello sviluppo del movimento olimpico, fu poi promotore nel 1908 della stesura dell'Annuaire du Comité International Olympique ("Indice del Comitato Olimpico Internazionale"), che divenne poi la Carta Olimpica, con cui vennero determinati, tra le altre cose, i principi e i valori del CIO e il processo di cooptazione per la promozione di nuovi membri. In patria il nobile francese continuò a promuovere lo sport e l'educazione fisica nella società civile: nel 1907 sostenne insieme a Charles Simon la creazione del Comité français interfédéral, organo che riuscì a coinvolgere varie federazioni nell'organizzazione di un torneo calcistico mettendo in palio il Trophée de France e che confluì poi nel 1919 nella Fédération Française de Football. Nel 1911 il barone appoggiò la volontà di Nicolas Benoit di creare in Francia un movimento scout, dopo che questi aveva avuto modo di conoscere Robert Baden-Powell; i due però ebbero dei contrasti su alcuni aspetti culturali e religiosi, così il barone fondò autonomamente l'Éclaireurs Français, che divenne la prima organizzazione scout francese. Questa poi si unì nel 1964 con l'Éclaireurs de France di Benoit dando vita all'Éclaireuses et Éclaireurs de France.
Secondo il nobile parigino, i Giochi olimpici raggiunsero la maturità politica e sportiva con i Giochi della V Olimpiade del 1912 a Stoccolma, durante i quali vi fu una generale armonia tra tutti i partecipanti e un'ottima organizzazione dei vari eventi, consacrandosi definitivamente come il più importante evento sportivo del mondo. Pierre de Coubertin partecipò in prima persona alle competizioni, vincendo la medaglia d'oro per la letteratura con la sua poesia Ode au Sport (in italiano Ode allo Sport) usando gli pseudonimi "Georges Hohrod" e "Martin Eschbach", nomi tratti da due villaggi vicini al luogo di nascita di sua moglie. Durante i Giochi olimpici svedesi si tenne per la prima volta la gara di pentathlon moderno, uno sport inventato dallo stesso nobile francese come esempio di "ginnastica utilitaristica", simulando l'esperienza di un soldato che doveva cavalcare un cavallo non suo, combattere con la pistola e con la spada, nuotare e correre.

### Il conflitto mondiale e il dopoguerra

La bandiera olimpica, disegnata da Pierre de Coubertin nel 1913

In occasione del VI Congresso Olimpico, tenutosi a Parigi nel 1914, durante il quale si tenne la festa per il 20º anniversario della rinascita delle Olimpiadi al cospetto del Presidente della Repubblica francese Raymond Poincaré, de Coubertin presentò per la prima volta la bandiera olimpica; l'immagine, disegnata dal lui stesso nel 1913, rappresenta cinque anelli intrecciati tra loro, che identificano i cinque continenti abitati nel mondo, e venne creata utilizzando colori che si sarebbero idealmenti potuti combinare a formare ogni bandiera nazionale esistente, simboleggiando in questo modo l'unione dei popoli e l'universalità dei Giochi. Sempre nel 1913 aveva invece lasciato la presidenza del Comitato Olimpico Francese, da lui creato nel 1894.
I progressi nell'organizzazione e nella percezione del movimento olimpico raggiunti con le ultime edizioni delle Olimpiadi furono interrotti dallo scoppio della prima guerra mondiale nel 1914 e il CIO di conseguenza si vide costretto ad annullare i Giochi della VI Olimpiade assegnati a Berlino per il 1916. All'età di 51 anni, de Coubertin si arruolò nell'esercito francese, senza tuttavia essere inviato al fronte nonostante le sue ripetute richieste; viaggiò per il Sud della Francia occupandosi di fare campagna di reclutamento, dall'agosto 1914 all'ottobre 1915 scrisse una relazione sulla strutturazione della propaganda nazionale per Théophile Delcassé e dal gennaio 1916 fu assegnato alla "Maison de la presse" del Ministero degli esteri in Quai d'Orsay sotto il comando di Philippe Berthelot, redigendo bollettini e articoli propagandistici soprattutto per l'America Latina. Con il protrarsi della guerra, nel 1915 de Coubertin decise di spostare la sede del Comitato Olimpico Internazionale dalla sua abitazione parigina a Losanna, in Svizzera, così da rendere il movimento olimpico più neutrale e internazionale, promuovendo anche l'istituzione di un museo dedicato ai Giochi olimpici. Dopo aver pensato di dimettersi nel 1914, de Coubertin non ritenne opportuno lasciare la presidenza del CIO durante il conflitto e, impegnato nel servizio militare, affidò pro tempore a Godefroy de Blonay la presidenza dell'organizzazione dal 1º gennaio 1916 al 5 aprile 1919.

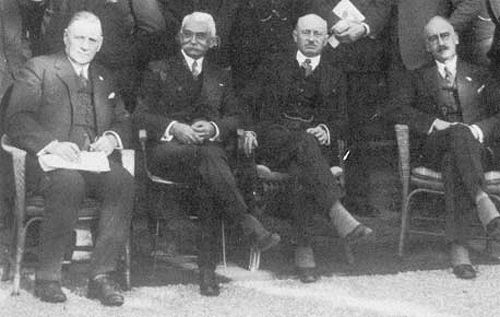
Sigfrid Edström, Pierre de Coubertin, Henri de Baillet-Latour e Godefroy de Blonay durante il VII Congresso Olimpico di Losanna del 1921

Dopo la fine della Grande Guerra, in una delle Lettres olympiques pubblicata sulla Gazette de Lausanne del 13 gennaio 1919, de Coubertin confessò il suo desiderio di allontanarsi dal Comitato Olimpico Internazionale senza tuttavia abbandonare le sue battaglie, affermando: "Tutti gli sport sono per tutti; questo è senza dubbio un pensiero considerato follemente utopico. Non mi interessa. Userò gli anni e le forze che mi restano per farlo trionfare". In quello stesso anno il massimo organo sportivo affidò alla città belga di Anversa i Giochi della VII Olimpiade per il 1920, limitandosi a non invitare gli atleti delle nazioni sconfitte nel conflitto mondiale. Durante queste Olimpiadi, che furono espressione di valori pacifisti, venne letto per la prima volta il giuramento olimpico, scritto da de Coubertin emulando la pratica degli antichi atleti greci di giurare accanto a una statua di Zeus, al fine di garantire equità, lealtà sportiva e imparzialità nelle manifestazioni olimpiche.
Con il VII Congresso Olimpico di Losanna del 1921 si decise che il paese ospitante dei Giochi Olimpici avrebbe potuto organizzare gare di sport invernali sotto il patrocinio del CIO, nonostante alcune iniziali riserve di de Coubertin, che si rivelò in seguito favorevole al loro svolgimento. Così nel 1924, in vista dei Giochi della VIII Olimpiade di Parigi, a Chamonix si tenne la Settimana internazionale degli sport invernali, in quelli che diventeranno poi i primi Giochi olimpici invernali. In quegli anni, il barone vendette la casa di famiglia in Rue Oudinot per problemi economici, stabilendosi definitivamente a Losanna nel 1922, dove visse principalmente in hotel prima che le autorità cittadine gli concessero l'uso di un piano della Villa Mon-Repos. Nello stesso anno pubblicò una delle sue più importanti opere letterarie, Leçons de Pédagogie sportive.

### Gli ultimi anni

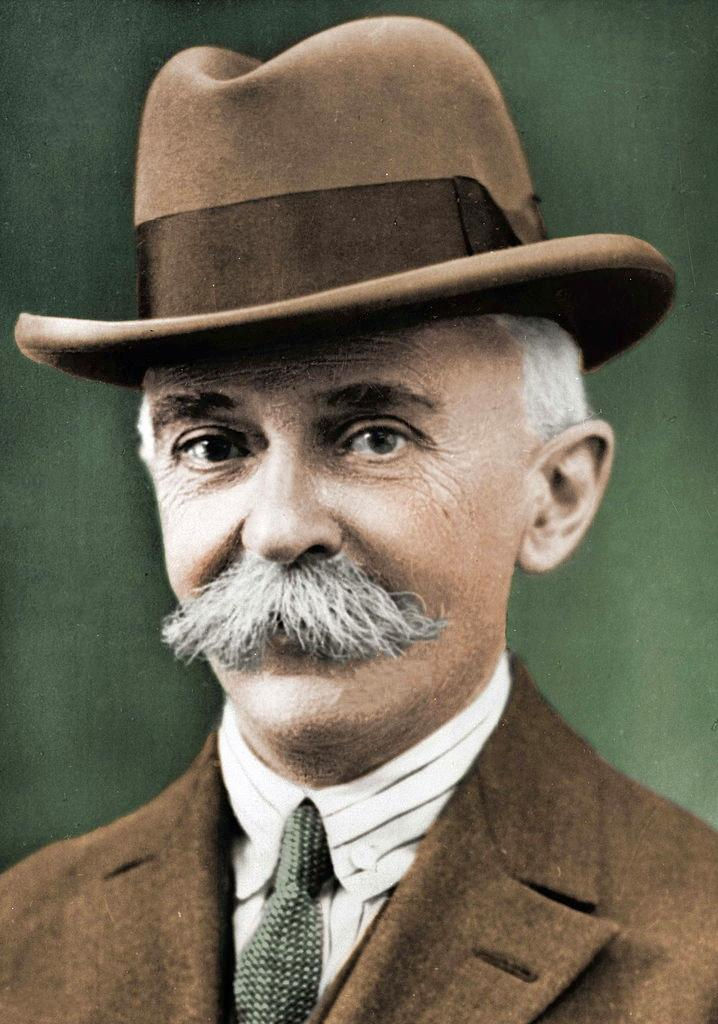
Il barone nel 1925

De Coubertin mantenne la presidenza del Comitato Olimpico Internazionale fino ai Giochi di Parigi del 1924, che si rivelarono un grande successo rispetto al primo tentativo del 1900, grazie anche all'intervento economico del governo francese. Il barone stesso era esplicitamente intervenuto nel VII Congresso Olimpico del 1921 a favore dell'assegnazione delle Olimpiadi alla sua città natale, ricordando che sarebbe caduto in quell'anno il 30º anniversario del Congresso del 1894 ed esprimendo di fatto un "ultimo desiderio". Il 1º novembre 1925 cedette quindi la presidenza del CIO a Henri de Baillet-Latour e si ritirò a vita privata, venendo tuttavia eletto presidente onorario a vita del Comitato Olimpico Internazionale e promuovendo nel 1931 l'assegnazione dei Giochi della XI Olimpiade a Berlino. Tra il 1926 e il 1927 pubblicò poi i quattro volumi dell'Histoire universelle, mentre nel 1932 vennero date alle stampe le sue Mémoires olympiques.

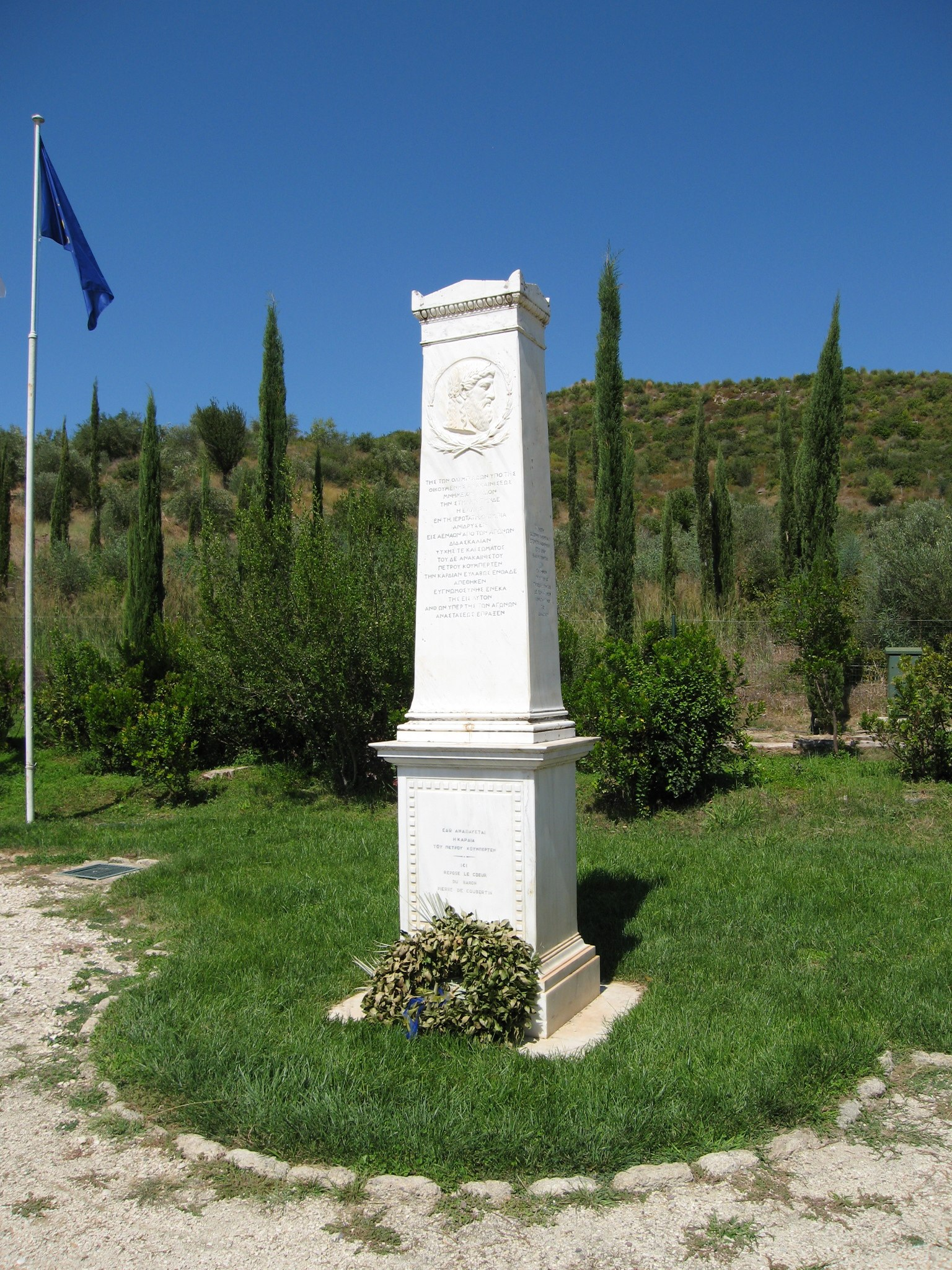
Il monumento a Olimpia in cui venne posto il cuore di de Coubertin

Agli inizi degli anni 1930 il fondatore delle Olimpiadi moderne si trovò in una grave crisi finanziaria, avendo dilapidato a partire dal dopoguerra gran parte del suo patrimonio per finanziare vari progetti legati al movimento olimpico e alla pedagogia, come l'Union Pédagogique Universelle e il Bureau International de Pédagogie Sportive. Inoltre fu costretto a vendere oltre 250 dipinti appartenenti alla famiglia della moglie, tra cui figuravano opere di Rembrandt, Van Dyck, Rubens e Goya. Per questi problemi economici, mitigati dall'assistenza finanziaria fornitagli dalla Cecoslovacchia, si separò dalla consorte e dalla famiglia, trasferendosi a Ginevra nel 1934, presso la pensione Melrose.
Nel 1936 Adolf Hitler lo invitò a presenziare ai Giochi olimpici nella capitale tedesca, mettendogli anche a disposizione un treno speciale per il viaggio, tuttavia il barone si rifiutò di parteciparvi. De Coubertin non aveva particolari simpatie per la Germania nazista, sebbene non avesse mai condannato direttamente la politica del Terzo Reich; fu comunque particolarmente colpito dalla passione e dall'organizzazione delle Olimpiadi di Berlino, apprezzando anche la volontà tedesca di riprendere gli scavi dell'antica Olimpia. In cambio del sostegno del nobile francese all'assegnazione delle Olimpiadi, nello stesso anno la Germania appoggiò la proposta del CIO di candidarlo per il Premio Nobel per la pace, "per i suoi sforzi nella riduzione delle tensioni mondiali attraverso la rinascita e l'organizzazione dei Giochi olimpici internazionali", riconoscimento vinto poi da Carl von Ossietzky.
Durante una passeggiata nel parco La Grange di Ginevra, il 2 settembre 1937 Pierre de Coubertin fu colpito da un infarto e morì all'età di 74 anni. Il suo corpo fu tumulato nel cimitero di Bois-de-Vaux di Losanna, che aveva nominato il fondatore delle Olimpiadi moderne bourgeois d'honneur ("cittadino onorario") due mesi prima. Rispettando le sue ultime volontà, il suo cuore fu imbalsamato e portato presso le rovine di Olimpia nel marzo 1938, dove venne posto in un'urna di bronzo sigillata poi in una stele di marmo bianco, che era stata inaugurata in sua presenza nel 1927 per commemorare la rinascita dei Giochi olimpici.

## Vita privata

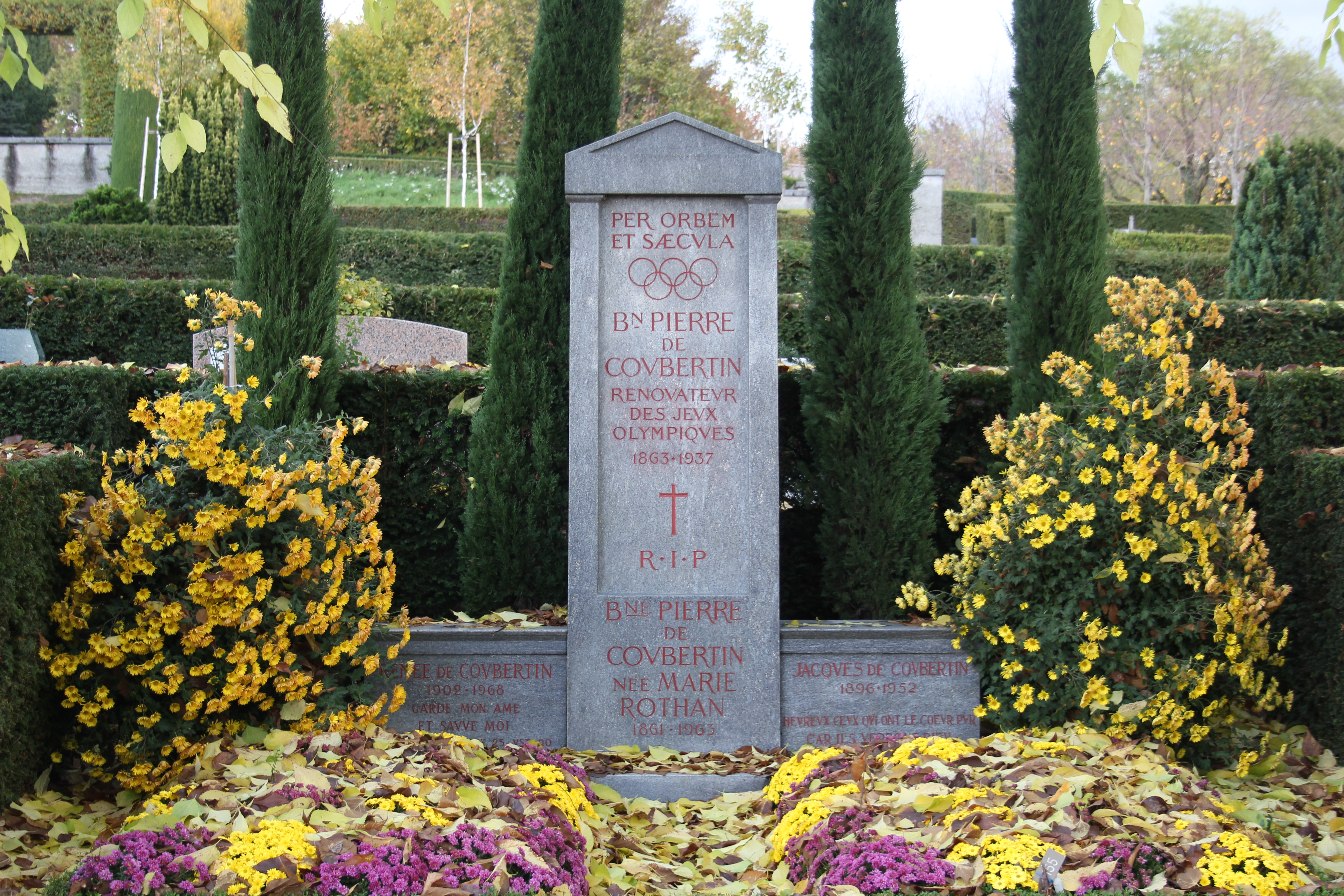
La tomba di Pierre de Coubertin con i membri della sua famiglia presso il cimitero di Bois-de-Vaux di Losanna

Il 12 marzo 1895 Pierre de Coubertin sposò Marie Rothan, con una celebrazione presso la Chiesa di Saint-Pierre-de-Chaillot di Parigi e una successiva cerimonia in una chiesa riformata, in quanto la moglie era di religione protestante. Figlia di Gustave Rothan, che fu un diplomatico in terra tedesca nel Secondo Impero francese, e Marie Caroline Braun, appartenenti alla ricca borghesia alsaziana e proprietari di un castello a Luttenbach, Marie era una donna colta, gentile e dal carattere forte, nata il 21 dicembre 1861 a Francoforte sul Meno, nella Confederazione germanica. Con la sconfitta francese nella guerra franco-prussiana e l'annessione dell'Alsazia da parte dell'impero tedesco, si era spostata nella capitale francese, dove conobbe Pierre nel 1892.
Dalla coppia nacquero Jacques, il 15 gennaio 1896, e Renée, il 22 maggio 1902; il barone fu sempre molto legato ai suoi figli, passando con la famiglia molto tempo anche a discapito del lavoro, ed ebbe in gran considerazione la loro educazione culturale e fisica, nonostante entrambi avessero problemi di salute. Quando aveva due anni il primogenito fu colpito da un ictus, che gli provocò gravi disabilità; morì in una clinica di Losanna il 22 maggio 1952. La sorella, che condivideva con il padre la passione per la scrittura e per lo sport, sviluppò negli anni una serie di disturbi psicologici assimilabili alla schizofrenia, forse dovuti alla forte personalità e ad alcuni comportamenti della madre nei suoi confronti, che la costrinsero a frequenti visite in ospedale per tutta la sua vita, fino al decesso, avvenuto il 19 febbraio 1968 nella stessa città del fratello. Marie invece venne a mancare il 6 maggio 1963 a Pully.

## Il pensiero
(Pierre de Coubertin)

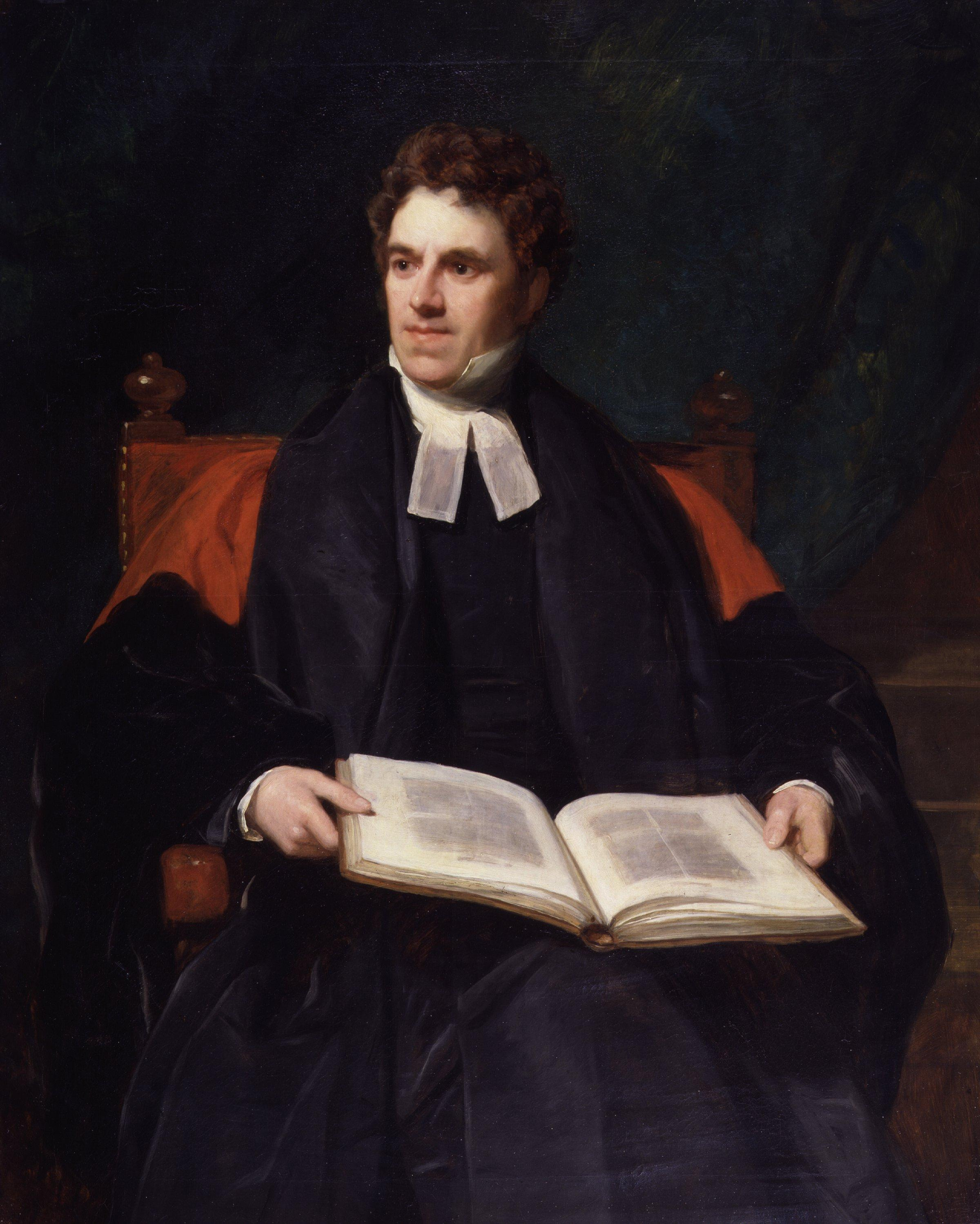
Thomas Arnold ebbe una grande influenza sul pensiero pedagogico e sportivo di de Coubertin

Durante tutta la sua prolifica attività letteraria, l'ambito di studio a cui Pierre de Coubertin si dedicò maggiormente fu la pedagogia, con particolare attenzione al ruolo dell'esercizio fisico nella società civile e all'azione morale e sociale dello sport per i giovani. Il nobile francese fu fortemente influenzato dal metodo educativo di Thomas Arnold, rettore della Rugby School nella prima metà del XIX secolo, anche se alcuni studiosi ipotizzano che de Coubertin avesse sovrastimato l'importanza dello sport per l'educatore britannico, che aveva invece come obiettivi pedagogici primari la "cura delle anime", lo sviluppo morale e la crescita intellettuale. È più probabile che le considerazioni del barone sull'importanza riformatrice dello sport derivino principalmente dalla lettura nel 1872 del romanzo Tom Brown's School Days di Thomas Hughes.
De Coubertin era convinto che la forza d'animo, la fiducia in se stessi e lo spirito di fair play, raggiungibili con maggiore semplicità attraverso lo sport, potessero essere uno strumento efficace per educare e preparare i giovani alle sfide del futuro. L'esercizio fisico, affetto da un "pregiudizio millenario" relativo alla sua minore importanza rispetto alla componente intellettiva dell'uomo, sarebbe dunque un elemento fondamentale nella crescita personale della gioventù, grazie al quale è possible agevolare lo sviluppo di valori sociali e culturali con cui superare le difficoltà e gli avversari, incidendo così attivamente sul carattere degli individui. Anche per gli adulti lo sport rivestiva a suo dire un valore notevole, in quanto lo considerava un mezzo con cui ottenere un "intenso piacere fisico" e riteneva che il pregio più grande dell'esercizio atletico fosse il suo essere un efficace "calmante" per coloro più inclini alla collera, i quali sviluppavano contemporaneamente sia il tono muscolare sia un maggiore autocontrollo attraverso la disciplina e le regole sportive. Gli incontri sportivi avrebbero avuto inoltre il merito di aiutare gli atleti ad accettare in maniera migliore la verità grazie agli incontrovertibili risultati delle gare. Per il fondatore delle Olimpiadi moderne la competizione tra gli atleti e la lotta per superare il proprio avversario erano più importanti della vittoria stessa; un credo condensato in un discorso sull'ideale olimpico pronunciato in occasione dei Giochi di Londra, in cui parafrasò un'affermazione del vescovo episcopale Ethelbert Talbot: "L'importante in queste Olimpiadi non è vincere ma prendervi parte", che venne popolarizzata nel detto "L'importante non è vincere ma partecipare".

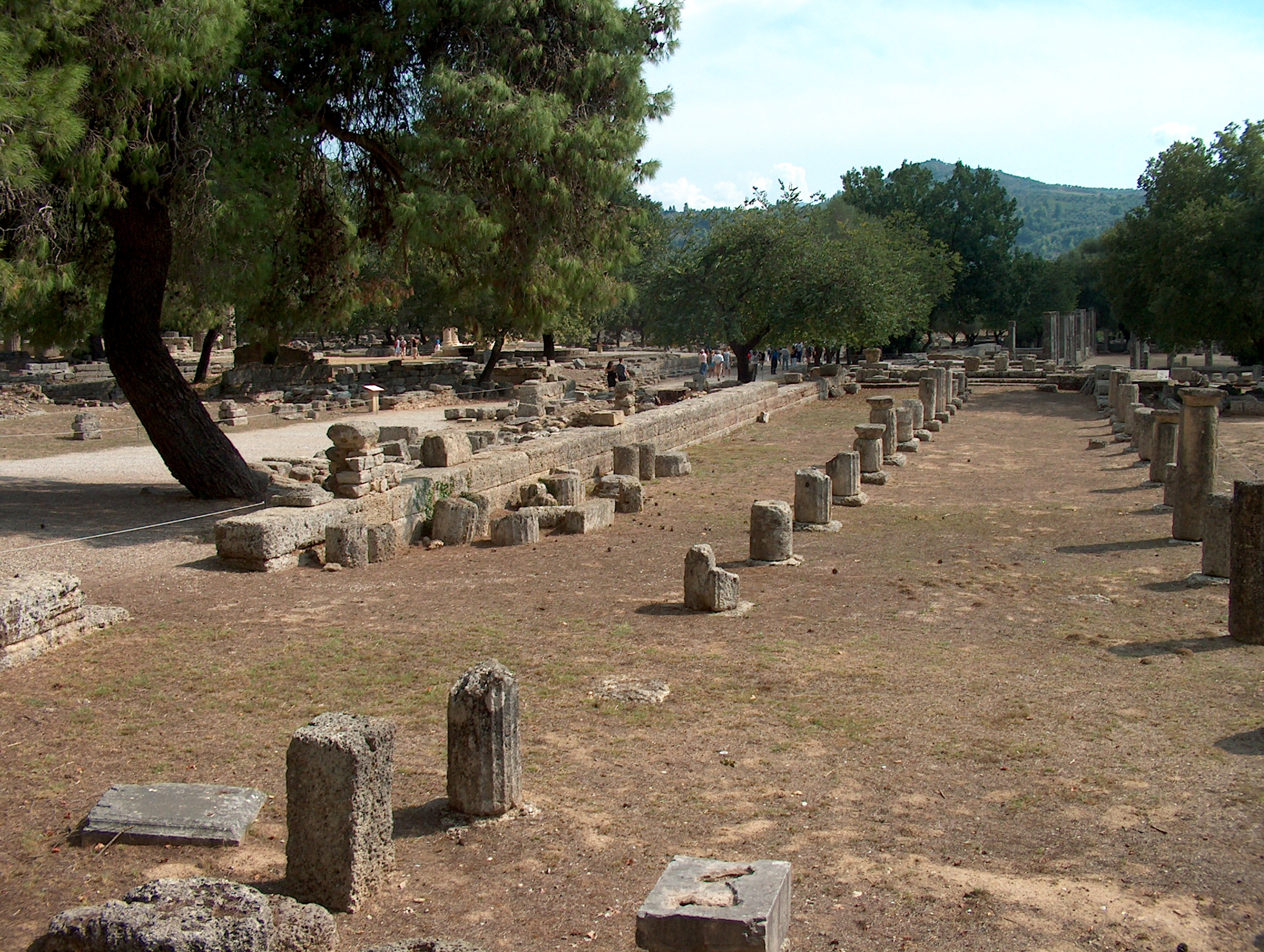
Resti del Ginnasio di Olimpia, recuperati grazie agli scavi diretti da Curtius tra il 1875 e il 1881

Malgrado appartenesse da generazioni alla nobiltà, Pierre de Coubertin considerava lo sport come un importante strumento sociale che avrebbe favorito i valori della democrazia; le competizioni avrebbero quindi consentito agli atleti di superare i confini di classe senza tuttavia provocarne commistioni, guardate con avversione dal pedagogo francese. Ebbe poi in particolare considerazione gli sport di squadra, che favorivano la collaborazione tra persone diverse per il raggiungimento di un obiettivo comune, apprezzando in particolare il ruolo comunitario del calcio, da lui definito "gioco magnifico che ha propiziato non solo lo sviluppo muscolare ma anche quello sociale". L'idea di de Coubertin di proporre un'educazione sportiva migliore per chi eccelleva nelle competizioni, seguendo valori vicini a quelli della Terza Repubblica, fu il tema di un dibattito pedagogico incluso ne Le sport contre l'éducation physique di Georges Hébert del 1925, che vedeva gli ideali del barone francese contrapposti ai sostenitori dell'esercizio fisico come attività prettamente militare, tra cui Paul Bert, e coloro che auspicavano un'educazione sportiva sempre egualitaria e collettiva per il maggior numero di persone, come Paschal Grousset.
La sintesi di tutti i suoi ideali pedagogici e sportivi si espresse concretamente con la rinascita dei Giochi olimpici, che rappresentò di fatto il "sogno della sua vita"; più volte de Coubertin identificò l'antica Olimpia come sua fonte di ispirazione per gli eventi olimpici moderni, facendo anche riferimento a una sorta di "dimensione spirituale" che avrebbe contraddistinto tali manifestazioni dagli altri eventi sportivi. Quando iniziò a sviluppare la sua teoria riguardante l'educazione fisica, il nobile prese come modello l'idea ellenica del ginnasio, una struttura che educava alla vita attiva attraverso la pratica agonistica e incoraggiava lo sviluppo fisico degli sportivi greci secondo "la religione dell'esercizio atletico"; con un parallelismo tra passato e presente, de Coubertin disse "così come l'antico atleta onorava gli dei cesellando il suo corpo attraverso l'esercizio come uno scultore fa con le statue, l'atleta moderno onora il proprio paese". Cercando di rendere il più attuale possibile l'antica tradizione sportiva di Olimpia senza tuttavia snaturarne la forma, de Coubertin si impegnò per mantenerne la componente intellettuale, morale e "religiosa", aggiungendo a questi tre aspetti l'internazionalizzazione delle competizioni e i miglioramenti tecnici relativi allo sport e in generale alla società civile.

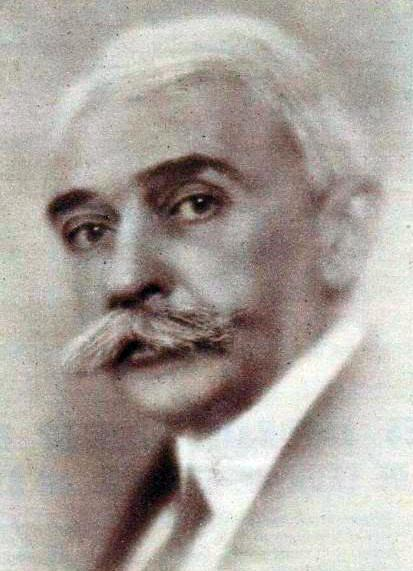
Pierre de Coubertin nel 1936

Il barone francese non voleva esclusivamente proporre al pubblico moderno gli antichi Giochi olimpici, ma voleva organizzare un evento internazionale il cui principio cardine fosse incentivare il valore dello sport come strumento educativo per l'epoca moderna; la partecipazione olimpica avrebbe dovuto far sviluppare agli atleti e agli spettatori del tratti morali e sociali utili poi al di fuori del contesto sportivo. Con la rinascita delle manifestazioni olimpiche degli antichi greci, de Coubertin voleva dunque creare un movimento che celebrasse la gioia nello sforzo atletico, il rispetto dei principi etici fondamentali e l'interazione tra corpo e mente attraverso lo sport, secondo una sorta di sentimento religioso e filosofico che lo stesso nobile francese denominò "Olimpismo"; nella Carta Olimpica questo principio è definito come "una filosofia di vita che esalta e unisce in un insieme equilibrato le qualità del corpo, della volontà e dello spirito". Tra i punti cardine di questo ideale filosofico vi erano dunque il concetto di "Religio athletae", considerando quindi lo sport alla stregua di una religione anche attraverso l'uso di rappresentazioni e atti simbolici come gli inni e i giuramenti, lo sviluppo di una sorta di "aristocrazia sportiva", con l'esaltazione dell'eccellenza atletica sottolineata ad esempio dal motto Citius, Altius, Fortius, e il rapporto armonico tra il patriottismo sportivo e la pace universale tra i popoli. Le Olimpiadi quindi rappresenterebbero l'unione perfetta tra la dimensione spirituale dello sport, l'agonismo delle competizioni, la difesa dell'onore nazionale e il rispetto della lealtà sportiva.
L'importanza dei Giochi olimpici per de Coubertin era basata su una serie di ideali che questi eventi incarnavano, tra cui uno dei più discussi e complessi fu il concetto di dilettantismo. Il nobile francese credeva che le Olimpiadi antiche incoraggiassero la competizione tra atleti dilettanti piuttosto che tra professionisti, sebbene ciò sia oggi controverso tra gli studiosi. Nei suoi primi interventi pubblici, de Coubertin vedeva nel professionismo, troppo legato all'ambizione e alla rivalità, una violazione della moralità della concorrenza e delle pari opportunità per tutti gli atleti, con il rischio di promuovere risultati iniqui e parziali, e cercava quindi di salvaguardare le manifestazioni olimpiche e di preservare la purezza dello sport dalle scommesse, dalle sponsorizzazioni e dalla corruzione; la sua idea olimpica era dunque quella di favorire il fair play, la correttezza e l'amicizia tra i partecipanti, sottolineando come lo sport potesse agevolare l'acquisizione implicita di valori morali e sociali solo se basato "sul disinteresse, sulla lealtà e sul sentimento cavalleresco". Dopo l'approvazione della definizione di "atleta dilettante" al I Congresso Olimpico, de Coubertin continuò ad affermare che, se necessario per effetto dell'evoluzione dei tempi, la si sarebbe dovuta modificare, e nel 1909 sostenne che il movimento olimpico avrebbe dovuto sviluppare gradualmente la propria definizione del dilettantismo. Nei suoi ultimi scritti, in particolare in Mémoires olympiques, il pedagogo francese ebbe poi modo di rivelare come le iniziali idee olimpiche su questo tema fossero fortemente influenzate dalle richieste degli ambienti sportivi anglosassoni; de Coubertin, senza mai appassionarsi concretamente all'argomento, le accettò come "merce di scambio" per far sì che inglesi e statunitensi appoggiassero il suo progetto sportivo.
Un altro tema controverso del pensiero del barone francese era la presenza femminile nelle competizioni olimpiche. Influenzato dalla cultura dell'età vittoriana, per cui il corpo femminile era considerato inferiore rispetto a quello maschile, e rifacendosi a quanto accadeva nelle Olimpiadi antiche, in cui solo gli uomini greci erano autorizzati a partecipare agli eventi, de Coubertin era contrario alla partecipazione delle donne ai Giochi e allo sport in generale. Si espresse poi anche sullo sport femminile, definendolo "poco pratico, poco interessante e antiestetico", giudicando negativamente anche i Giochi mondiali femminili. Molti di questi giudizi erano motivati esclusivamente dalle differenze corporee e muscolari tra i due sessi; il barone francese voleva evitare che gli spettatori corressero il rischio di assistere a gravi infortuni delle atlete, dal momento che "non importa quanto possa essere allenata una sportiva, il suo corpo non è fatto per resistere a certi colpi". Nell'edizione del 1912 dell'Olympic Review affermò che i Giochi olimpici avrebbero dovuto essere "la continua e solenne esaltazione dell'atletismo maschile (...) con l'applauso femminile come ricompensa". Nel corso degli anni de Coubertin scrisse comunque a favore della parità di genere, sull'aiuto socio-economico alle donne non sposate e sulla violenza coniugale; affidò poi la decisione sulla partecipazione femminile alle Olimpiadi al pubblico, approvando in prima persona l'inserimento di alcuni eventi sportivi dedicati alle donne ai Giochi della VIII Olimpiade del 1924.
Il nome di Pierre de Coubertin è spesso associato a un ideale internazionalista di pace e di uguaglianza tra i popoli. Prendendo come spunto il concetto di tregua olimpica degli antichi greci, lo scopo dello sport secondo il barone francese era quello di avvicinare le nazioni e di permettere ai giovani di tutto il mondo di confrontarsi in una competizione agonistica, piuttosto che in un conflitto armato. I Giochi olimpici sarebbero quindi un luogo di aggregazione per atleti e spettatori di tutto il mondo, capaci di promuovere la comprensione reciproca tra culture diverse e favorire la nascita di relazioni amichevoli tra i popoli.
(Pierre de Coubertin)
Nonostante questi ideali, de Coubertin considerava lo sport anche come un mezzo per rendere i praticanti più preparati a combattere eventuali conflitti, colpito in particolare dall'umiliazione francese subita nella guerra contro la Prussia, e prese poi parte attivamente al servizio militare francese durante la Grande Guerra. Benché avesse sostenuto l'amicizia tra i popoli, fu inoltre fin dalla giovinezza un deciso sostenitore del colonialismo, che peraltro riteneva fosse destinato a scomparire, e considerò lo sport anche come strumento di disciplina dei popoli indigeni, pur criticando l'organizzazione delle Giornate Antropologiche del 1904.

## Opere
Durante tutta la sua vita Pierre de Coubertin fu molto attivo come scrittore, occupandosi complessivamente di 34 libri e di 57 opuscoli, pari a oltre 15000 pagine stampate senza contare la sua corrispondenza personale. Nella sua produzione letteraria trattò principalmente di Giochi olimpici, di sport e di pedagogia, ma si occupò anche di geografia, di storia, di sociologia e di politica. Fu anche attivo come giornalista, in quanto membro dell'Associazione dei giornalisti parigini fin dal 1895, con 1224 articoli scritti per 70 giornali e riviste. Di seguito sono elencati i libri realizzati dal barone francese, in ordine di pubblicazione e con indicata la casa editrice della prima edizione:
- L'Éducation en Angleterre, Parigi, Hachette, 1888.
- L'Éducation anglaise en France, Parigi, Hachette, 1889.
- Universités transatlantiques, Parigi, Hachette, 1890.
- L'Evolution Française sous la Troisième République, Parigi, Plon-Nourrit, 1896.
- Souvenirs d'Amérique et de Grèce, Parigi, Hachette, 1897.
- France Since 1814, Londra, Chapman and Hall, 1900.
- La Chronique de France. (I-VII), Auxerre, A. Lanier, 1900-1906.
- Notes sur l'Éducation publique, Parigi, Hachette, 1901.
- Le Roman d'un Rallié, Auxerre, A. Lanier, 1902.
- L'Éducation des adolescents au xxe siècle: I. Éducation Physique: La Gymnastique utilitaire, Parigi, Félix Alcan, 1905.
- Traité d'escrime équestre, Auxerre, Éditions de la Revue Olympique, 1906.
- Pages d'Histoire contemporaine, Parigi, Plon-Nourrit, 1908.
- Une Campagne de vingt-et-un ans (1887-1908), Parigi, Librairie de l'Education physique, 1909.
- L'avenir de L'Europe, Bruxelles, Imprimerie Deverver-Deweuve, 1910.
- Une Olympie moderne, Auxerre, Jattefaux, 1910.
- L'éducation des adolescents au xxe siècle: II. Éducation intellectuelle: L'analyse universelle, Parigi, Félix Alcan, 1912.
- Essais de Psychologie sportive, Parigi, Payot, 1913.
- L'éducation des adolescents au xxe siècle: III. Éducation Morale : Le Respect mutuel, Parigi, Félix Alcan, 1915.
- Leçons de Gymnastique utilitaire, Parigi, Payot, 1916.
- Leçons de Pédagogie sportive, Losanna, La Concorde, 1921.
- Histoire universelle (I-IV), Aix-en-Provence, Société de l'histoire universelle, 1926-1927, 4 volumi.
- Notre France, Aix-en-Provence, P. Roubaud, 1930.
- Mémoires olympiques, Losanna, Bureau International de Pédagogie Sportive, 1932.
- Mémoires de jeunesse, Parigi, Nouveau Monde éditions, 1933-1934.
- Anthologie, Aix-en-Provence, P. Roubaud, 1933.

## Omaggi e riconoscimenti
Nel 1964 venne istituita dal Comitato Olimpico Internazionale la Medaglia Pierre de Coubertin (nota anche come "Medaglia del vero spirito sportivo"), un riconoscimento creato da André Ricard Sala e assegnato dal Comitato Internazionale per il Fair Play a quegli atleti che sono stati esempio di lealtà sportiva durante i Giochi olimpici; questa viene considerata la più alta onorificenza dallo stesso CIO. Il 19 gennaio 1975 nacque poi il Comité Internationale Pierre de Coubertin ("Comitato Internazionale Pierre de Coubertin"), un'associazione riconosciuta dal Comitato Olimpico Internazionale con la finalità di diffondere la cultura olimpica e i principi e valori educativi dello sport secondo gli ideali del barone francese.
Vari monumenti sono stati creati nel corso degli anni per commemorare il nobile francese, soprattutto nelle città che hanno ospitato le Olimpiadi o eventi a esse correlati, tra cui Losanna, Grenoble, Tokyo, Baden-Baden e Atlanta. In Francia e in Svizzera sono stati intitolati al pedagogo francese vari stadi, tra cui si possono annoverare quello di Parigi, di Cannes e di Losanna. Un gran numero di strade poi commemorano in tutto il mondo il fondatore dei Giochi moderni; lo Stadio Olimpico di Montréal, che ha ospitato i Giochi della XXI Olimpiade del 1976, si trova ad esempio al 4549 di Pierre de Coubertin Avenue.
Il volto del barone francese è comparso anche in varie monete commemorative; oltre ai 20 franchi del 1994, nel 2013, per il 150º anniversario dalla nascita di de Coubertin, fu coniata una moneta da 2 euro con il volto del nobile parigino davanti ai cerchi olimpici. Nella stessa ricorrenza, il Comité français Pierre-de-Coubertin stampò una medaglia celebrativa del pedagogo francese in bronzo. In suo ricordo, furono emesse anche varie serie di francobolli con il suo volto da un gran numero di nazioni.
Un asteroide della fascia principale scoperto nel 1976 dall'astronomo sovietico Nikolaj Stepanovič Černych fu denominato 2190 Coubertin in suo onore. Lo studioso francese venne interpretato da Louis Jourdan nella miniserie tv della NBC del 1984 The First Olympics: Athens 1896, incentrata sulla nascita dei Giochi della I Olimpiade. Nel 1994 de Coubertin fu poi inserito nella Gloire du sport francese, mentre dal 2007 fa parte del World Rugby Hall of Fame per i suoi servizi a favore dello sviluppo del rugby a 15.

## Onorificenze

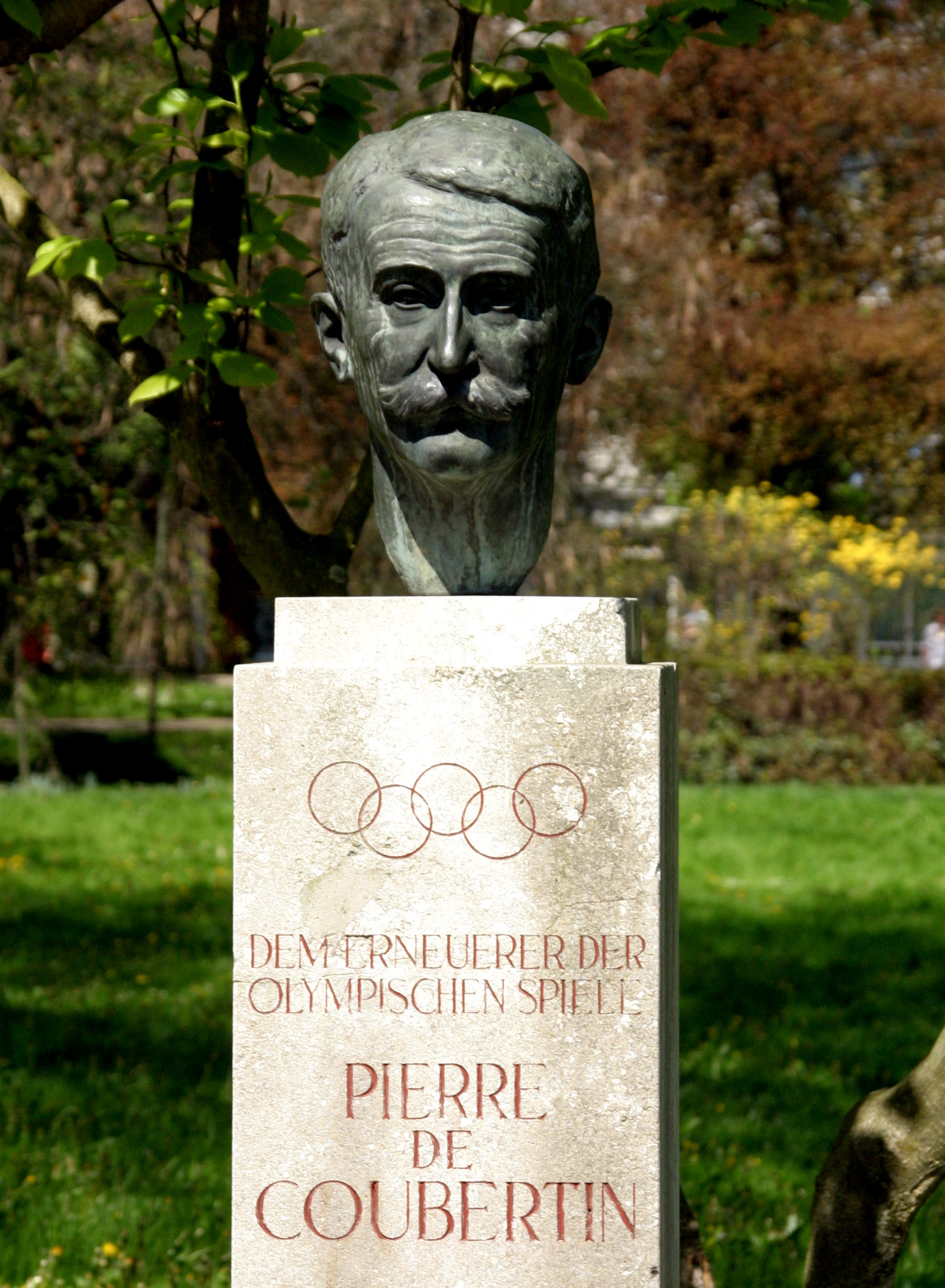
Busto di Pierre de Coubertin a Baden-Baden, in Germania

De Coubertin ricevette un gran numero di onorificenze internazionali, senza tuttavia mai essere stato premiato con la Legion d'onore francese, per il suo costante conflitto con le autorità sportive nazionali a partire dai primi anni del XX secolo. Tra gli autorevoli riconoscimenti ufficiali figurano: